# Saccolongo
Saccolongo est une commune italienne de la province de Padoue, dans la région de la Vénétie.

## Économie
- ALAN : fabrication de bicyclettes.

## Administration
| Période                                  | Période | Identité | Étiquette | Qualité |
| ---------------------------------------- | ------- | -------- | --------- | ------- |
|                                          |         |          |           |         |
| Les données manquantes sont à compléter. |         |          |           |         |

### Hameaux
Creòla, Canton della Madonna.

### Communes limitrophes
Cervarese Santa Croce, Mestrino, Rubano, Selvazzano Dentro, Teolo, Veggiano.